# Инжич-Чукун
Инжи́ч-Чуку́н (абаз. Йынджьыгь-ЧӏкІвын, кабард.-черк. Инджыдж цӏыкӏу) — аул в Карачаево-Черкесской Республике. Административный центр Абазинского района. 
Образует муниципальное образование «Инжич-Чукунское сельское поселение», как единственный населённый пункт в его составе.

## География
Аул расположен на правом берегу реки Малый Зеленчук, в западной части Абазинского района. Находится в 37 км к юго-западу от города Черкесск, напротив районного центра Хабезского района — аула Хабез. 
Площадь территории сельского поселения составляет — 61,15 км². Граничит с землями населённых пунктов: Эльбурган на севере и Хабез на западе.
Населённый пункт расположен в предгорной зоне республики. Рельеф в основном представляет собой холмистую местность с резкими перепадами относительных высот. К востоку от села начинаются постепенно поднимаются горные гряды. Перепады высот относительных высот составляют более 500 метров. Средние высоты на территории села составляют около 700 метров над уровнем моря. Наивысшей точкой местности является гора Эльбурган-Ахуа (1262 м), расположенная к востоку от аула.
Верховья окрестных хребтов заняты лесами и пашней, низовья в основном используются для сельскохозяйственных нужд.
Гидрографическая сеть в основном представлена рекой Малый Зеленчук. В районе аула, в Малый Зеленчук несут свои воды несколько его мелких правых притоков.
Климат умеренный влажный с тёплым летом и прохладной зимой. Средняя годовая температура воздуха составляет +9,5°С. Наиболее холодный месяц — январь (среднемесячная температура —1,5°С), а наиболее тёплый — июль (+20,0°С). Заморозки начинаются в середине ноября и заканчиваются в середине апреля. Среднегодовое количество осадков составляет около 800 мм в год. Основная их часть приходится на период с мая по июль.

## Этимология
Первоначально аул носил название Зеленчукско-Лоовский (абаз. Йынджьыгь-Локт). Современное название аула является гидронимом, и в переводе с абазинского и черкесского языка означает «Малый Зеленчук».

## История
Аул основан в 1861 году под названием Зеленчукско-Лоовский, и являлся одним из трёх аулов (наряду с аулами Кубина и Красный Восток), основанных абазинскими князьями Лоовыми в период завершения Кавказской войны.
По местным преданиям, аул первоначально располагался в Абхазии в верховьях реки Бзыбь, откуда затем переселились в Гоначхир. Затем к реке Уруп, а потом к реке Уручка.
В 1861 году население аула осело на левом берегу реки Малый Зеленчук, к югу от черкесского аула — Касаевский. Однако затем переселилось на противоположный берег реки напротив аула Хабез.
В 1929 году постановлением Президиума ВЦИК аул Лоовско-Зеленчукский был переименован в Инжич-Чукун.
До 2006 года аул Инжич-Чукун входил в состав Хабезского района Карачаево-Черкесии.
1 июня 2006 года аул был избран административным центром новообразованного Абазинского района.
Ныне в окрестностях аула много археологических памятников: курганы адыгского типа, средневековые селища, могильники разных эпох и многое другое.

## Население
| 2002  | 2010  | 2012  | 2013  | 2014  | 2015  | 2016  |
| ----- | ----- | ----- | ----- | ----- | ----- | ----- |
| 2046  | ↗2592 | ↗2609 | ↗2610 | →2610 | ↘2602 | ↗2627 |
| 2017  | 2018  | 2019  | 2020  | 2021  | 2023  | 2024  |
| ↘2618 | ↗2623 | ↘2607 | ↘2600 | ↘2593 | ↗2630 | ↘2629 |
| 2025  |       |       |       |       |       |       |
| ↗2656 |       |       |       |       |       |       |

Плотность — 43.43 чел./км².
Национальный состав
По данным Всероссийской переписи населения 2010 года:
| Народ   | Численность, чел. | Доля от всего населения, % |
| ------- | ----------------- | -------------------------- |
| абазины | 2468              | 95,2 %                     |
| черкесы | 92                | 3,6 %                      |
| другие  | 32                | 1,2 %                      |
| всего   | 2592              | 100 %                      |

По данным Всероссийской переписи населения 2021 года:
| Народ               | Численность, чел. | Доля от всего населения, % |
| ------------------- | ----------------- | -------------------------- |
| абазины             | 2 393             | 92,29 %                    |
| черкесы             | 130               | 5,01 %                     |
| русские             | 32                | 1,23 %                     |
| другие / не указано | 38                | 1,47 %                     |
| всего               | 2 593             | 100,0 %                    |

## Образование
- Средняя общеобразовательная школа — ул. Ленина, 50.
- Дошкольное учреждение Детский Сад «Амра» — ул. Школьная, 52.

## Здравоохранение
- Центральная рабочая поликлиника — ул. Ленина, 76.

## Культура
- Сельский Дом Культуры — ул. Ленина, 1.
- Сельская библиотека — ул. Ленина, .

В ауле действует международная абазинская общественная организация «Алашара».

## Ислам
До установления советской власти в ауле действовало две мечети, которые были насильно закрыты в начале 1930 года.
Ныне в ауле действует одна восстановленная мечеть.

## Памятники
Из памятников современной истории в ауле имеется обелиск с надписью «Не забудут аульчане светлое имя Ваше». 107 мужчин из Инжич-Чукуна погибли на фронте, о них, об их вдовах и тружениках тыла рассказывает школьный музей аула.

## Улицы
Улицы
| Абазинская |
| Агирбова   |
| Айсанова   |
| Восточная  |
| Высотная   |
| Горная     |
| Джанчерова |
| Западная   |
| Заречная   |
| Зелёная    |
| Кавказская |

| Косовой     |
| Кузнечная   |
| Ленина      |
| Магазинная  |
| Мирная      |
| Набережная  |
| Октябрьская |
| Подгорная   |
| Пушкина     |
| Садовая     |

| Свободная  |
| Северная   |
| Советская  |
| Тихая      |
| Торговая   |
| Черкесская |
| Чехова     |
| Чукова     |
| Широкая    |
| Школьная   |

Переулки
| Высотный |

| Западный |

| Эльбурганский |

## Известные уроженцы
- Цеков Пасарби Кучукович (1922—1984) — абазинский поэт и писатель.